# Trường Sinh thái Nhân văn Cornell
Trường Sinh thái Nhân văn của Đại học Bang New York (tiếng Anh: New York State University College of Human Ecology, gọi tắt là HumEc), thường được gọi là Trường Sinh thái Nhân văn Cornell (tiếng Anh: Cornell University College of Human Ecology, gọi tắt là CHE) là một trường đào tạo nghề công lập của Đại học Bang New York nhưng tọa lạc trong khuôn viên của Đại học Cornell ở thị trấn Ithaca, tiểu bang New York, Hoa Kỳ. CHE có nhiều lĩnh vực nghiên cứu và giảng dạy, chẳng hạn như khoa học tiêu dùng, dinh dưỡng, kinh tế sức khỏe, chính sách công, phát triển con người và dệt may. Tất cả lĩnh vực của CHE đều dựa trên quan điểm của sinh thái nhân văn.
Cư dân Tiểu bang New York theo học tại trường này sẽ được ưu đãi về học phí vì CHE là trường công lập của tiểu bang New York dù được quản lý bởi Đại học Cornell. Trong năm 2007-2008, tổng ngân sách hoạt động của CHE là 42 triệu đô la bao gồm 33 triệu đô la tiền thu học phí và 9 triệu đô la tài trợ bởi chính phủ bang.